# كورندم
القُرُنْد أو الكُورَندُم أو الكُورَنْدُوم أو اليَاقوت أو السامور[بحاجة لمصدر] (بالإنجليزية: Corundum)‏ هو معدن يكثر وجوده طبيعيا وينتمي إلى التصنيف المعدني للأكاسيد التي تكون نسبة المعدن فيها إلى الأكسجين بنسبة 2 :3 ، وهي تتميز بصلادة 9 وتلي الماس في تلك الخاصية. تعد أنواعه النقية الشفافة من الأحجار الكريمة وهي إما حمراء وهي الياقوت أو زرقاء وهي الزفير.
يتبلور القُرُند طبقا للنظام الثلاثي للبلورات وتركيبه الكيميائي Al2O3 ويكون في الغالب بلورات كبيرة موشورة أو مستطيلة، وتختلف ألوانها بحسب ما يشوبها من مواد إضافية، ويوجد منها أيضا أنواع عديمة اللون. يستخدم القُرُند للسنفرة وتلميع المعادن والأخشاب .
ياقوت، حجر شديد الصلابة لحك الأحجار الكريمة، أكسيد الالومينيوم البلوري، corundum

## اقرأ أيضا
- سنفرة
- علم المعادن
- نظام بلوري ثلاثي
- صلادة
- المسيكوت
- معدن أكسيدي